# فرانك أنغيل
فرانك أنغيل (بالإنجليزية: Frank Angell)‏ هو عالم نفس أمريكي، ولد في 8 يوليو 1857، وتوفي في 2 نوفمبر 1939.